# 济公之降龙降世
《济公之降龙降世》（英語：Master Ji Gong）是2021年中国大陆动画电影，导演刘志江、乔彧，总监制靳东。

## 剧情
该片讲述了降龙罗汉降生到人间成为李修缘，后打败金翅大鹏，拯救人间。

## 演员
- 李修缘（济公）
- 李茂春
- 性空大师

## 制作
《西游记之大圣归来》的影片总导演刘志江出任该片导演。该片是靳东第一次以监制的身份参加电影。

## 上映
2021年7月13日《济公之降龙降世》发布终极预告和终极海报。

## 奖项
| 年份 | 颁奖典礼             | 奖项       | 名稱               | 结果 |
| ---- | -------------------- | ---------- | ------------------ | ---- |
| 2021 | 第34届中国电影金鸡奖 | 最佳美术片 | 《济公之降龙降世》 | 待定 |